# طية طرجهالية لسان مزمارية
الطيات الطرجهالية اللسان مزمارية (بالإنجليزية: Aryepiglottic folds)‏ (باللاتينية: Plica aryepiglottica) هي طيات ثلاثية من الأغشية المخاطية تضم بداخلها الألياف الرباطية والعضلات، وهي تقع عند مدخل الحنجرة وتمتد من الحدود الجانبية (الوحشية) للسان المزمار إلى الغضاريف الطرجهالية (بالإنجليزية: arytenoid cartilages)‏. في مرض تلين الحنجرة، يقصر طول الطيات الطرجهالية اللسان مزمارية.

## الاسم
اكتسبت الطيات الطرجهالية اللسان مزمارية تسمية: «طرجهالي» لأنها تمتد إلى الغضاريف الطرجهالية.

## البناء والوصف
الطيات الطرجهالية اللسان مزمارية مثلثية الشكل، ضيقة من الأمام، واسعة من الخلف، ومنحدرة بميل إلى أسفل متجهة إلى الجهة الخلفية.
تحتوي الطيات الطرجهالية اللسان مزمارية على العضلات الطرجهالية اللسان مزمارية (بالإنجليزية: Aryepiglottic muscle)‏، وتُشكَّل الحدود العليا للغشاء المربَّعي (بالإنجليزية: Quadrangular membrane)‏.

## الارتباطات

### من الأمام
تتصل الطيّات من الأمام بلسان المزمار.

### من الخلف
تتصل الطيّات من الخلف بقمم الغضاريف الطرجهالية، والغضاريف القرينية، والثلمة بين الطرجهاليين (بالإنجليزية: interarytenoid notch)‏.
في الجزء الخلفي من كل طية يوجد غضروف إسفيني وهو الذي يشكل البروز الأبيض الذي يُسمَّى: «الحديبة الإسفينية الشكل» (بالإنجليزية: cuneiform tubercle)‏.

## آلية صوتية
في أحوال خاصة، تشارك الطيات الطرجهالية اللسان مزمارية في معالجة التصويت (إخراج الأصوات الكلامية والتلفظ)، على سبيل المثال في أسلوب غناء «الهدير الصوتي»  (بالإنجليزية: vocal growl)‏، مثل الذي يمارسه المُغني وعازف الجاز الأمريكي لويس أرمسترونغ وغيره من مغنِّيي موسيقى الجاز، وقد ثبت أن تقريب الطيات الطرجهالية اللسان مزمارية أثناء النطق قد يؤدي إلى حدوث تذبذبات مُتَشَارِكة عند ترددات منخفضة نسبيًا، مما يؤدي إلى خروج الصوت بتأثيرات الدَمْدَمَة أو الهَدَر.

## معرض الصور

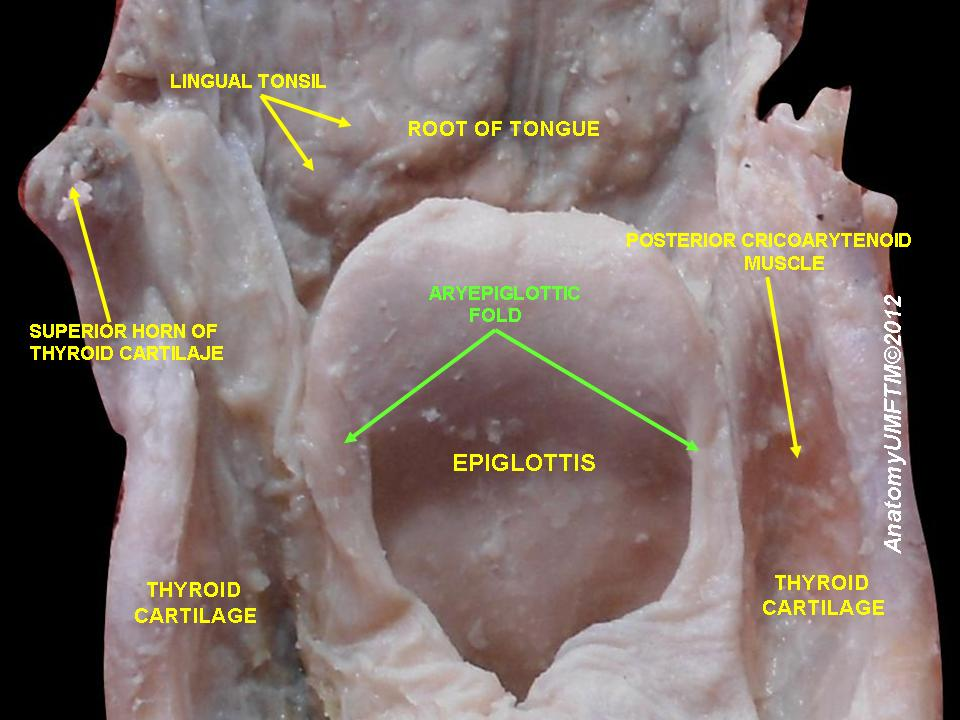
الطية الطرجهالية اللسان مزمارية مُشار إليها باللون الأخضر.
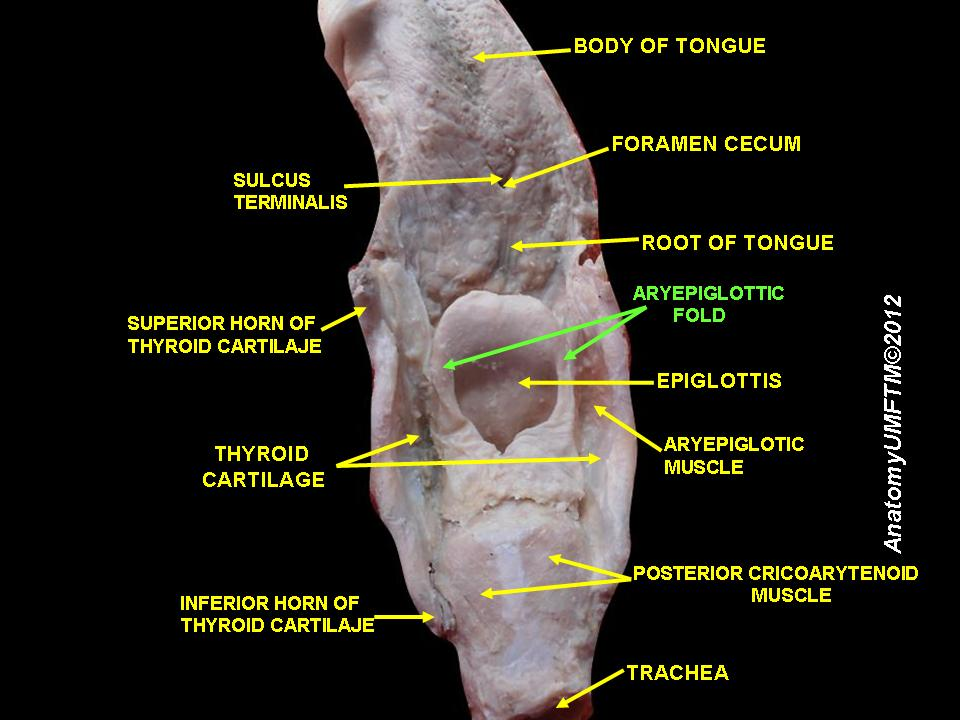
الطية الطرجهالية اللسان مزمارية مُشار إليها باللون الأخضر.
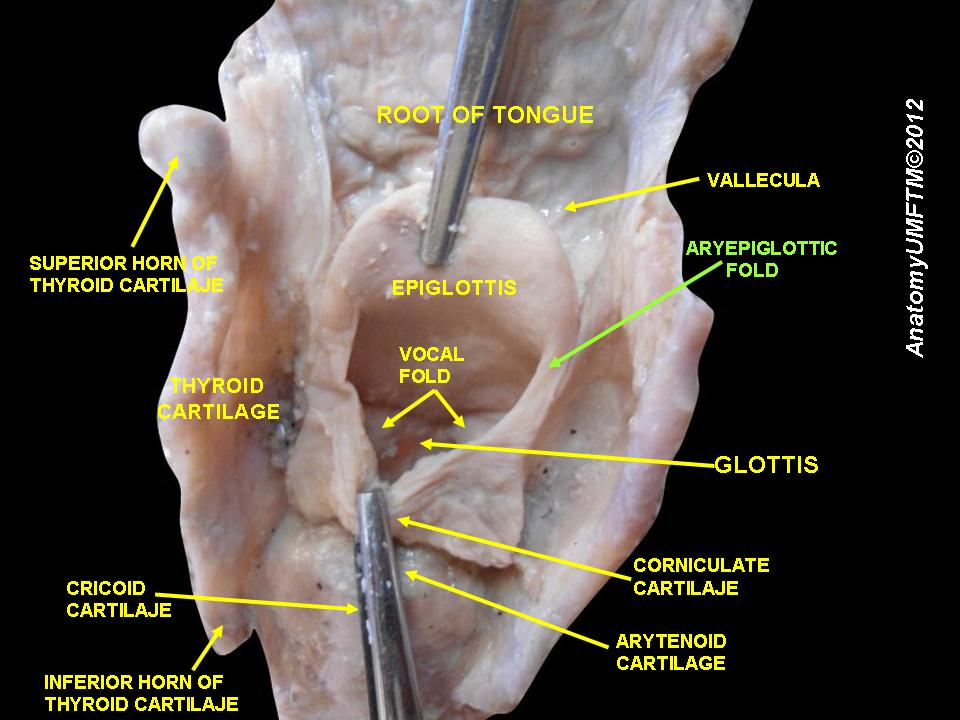
الطية الطرجهالية اللسان مزمارية مُشار إليها باللون الأخضر.
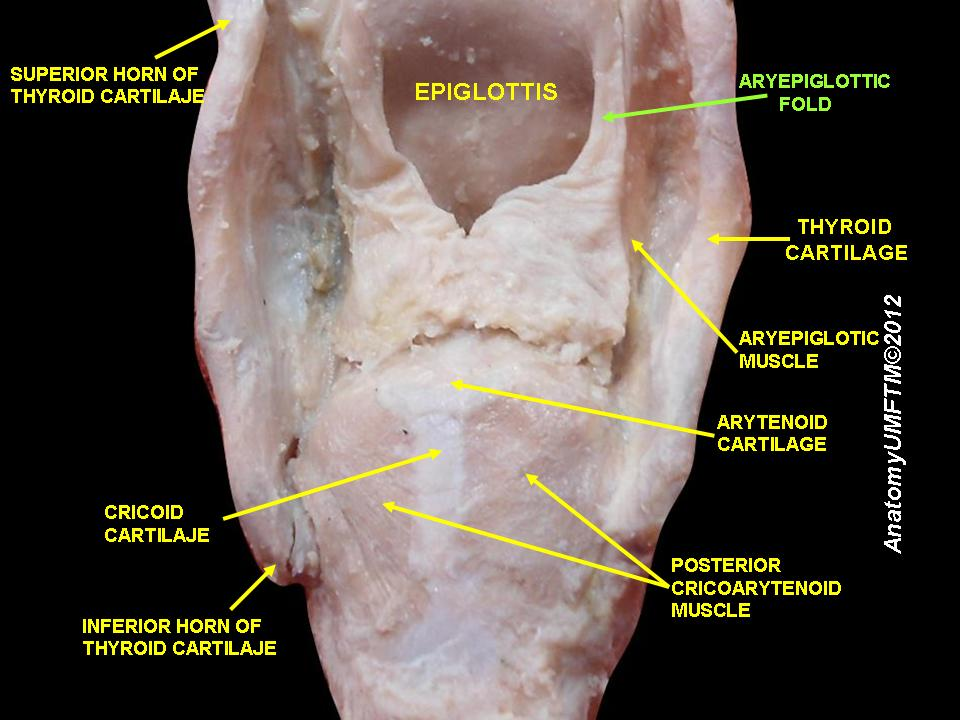
الطية الطرجهالية اللسان مزمارية مُشار إليها باللون الأخضر.
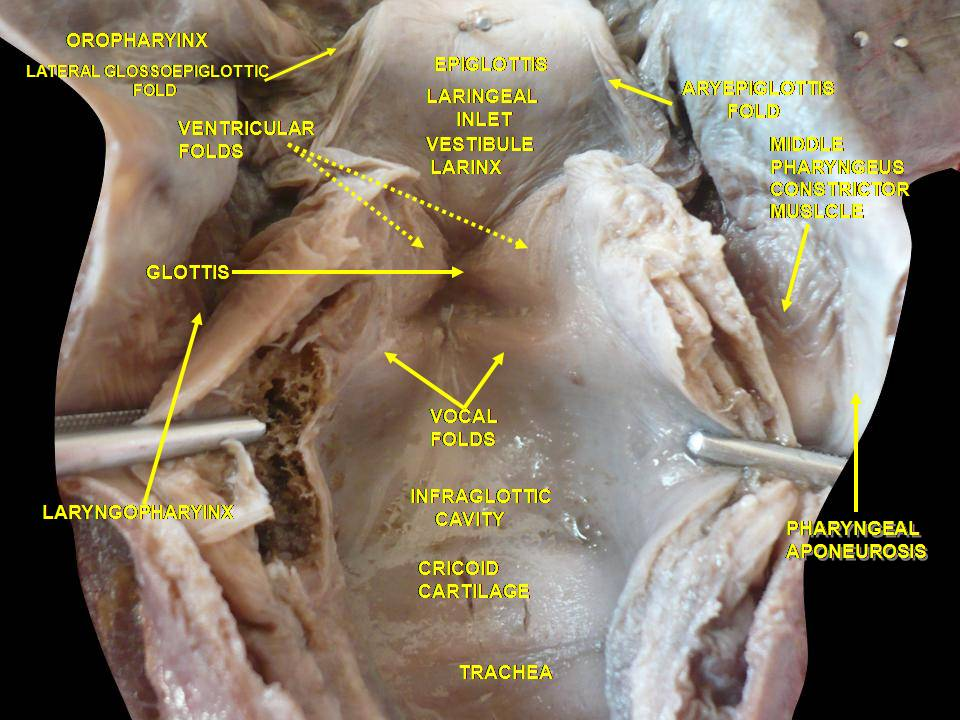
تشريح عميق للحنجرة والبلعوم واللسان، نظرة من الخلف.

## روابط خارجية
- صور تشريحية:31:17-0104 في مركز داونستيت الطبي التابع لجامعة نيويورك
- أطلس تشريح جامعة ميشيغان rsa3p10
- درسٌ تشريحي حول lesson11 مُعدٌ بواسطة ويسلي نورمان (جامعة جورجتاون).
- طالع صورة: (larynxsagsect)